# Distrito de Comas (Concepción)
El Distrito de Comas es uno de los quince distritos que conforman la Provincia de Concepción del departamento de Junín, bajo la administración del  Gobierno Regional de Junín, en centro del Perú. 
Desde el punto de vista jerárquico de la Iglesia católica forma parte de la Arquidiócesis de Huancayo.

## Historia
El distrito fue creado mediante Ley del 2 de enero de 1857, en el gobierno del Presidente Ramón Castilla.

## Geografía
Tiene una superficie de 825,29 km².
Es uno de los primeros productores de papa nativa, en sus diferentes variedades.

## Capital
La capital del distrito es la localidad de Comas. 

## Autoridades

### Municipales
- 2019 - 2022[2]
  - Alcalde: Nilthon Mercado Ramón, de Movimiento Político Regional Perú Libre.
  - Regidores:

  1. Brener Apolinario Arteaga (Movimiento Político Regional Perú Libre)
  2. Isabel Martínez Paitampoma (Movimiento Político Regional Perú Libre)
  3. Efraín Hermes García Núñez (Movimiento Político Regional Perú Libre)
  4. Adalberto Salazar Herrera (Movimiento Político Regional Perú Libre)
  5. Keny Renán Hinostroza Cotera (Caminemos Juntos por Junín)

Alcaldes anteriores
- 2015-2018:[3] Luis Gonzalo Meza Lázaro, Movimiento regional Bloque Popular Junin (BPJ).
- 2011-2014:[4][5] Valois Terreros Martínez, Partido Acción Popular (AP).
- 2007-2010: Jorge Luis García Porras.

## Atractivos turísticos
Cuenta con atractivos turísticos, como las cataratas de 100 m de longitud; restos arqueológicos, etc.
El distrito de Comas, provincia de concepción, cuenta con un gran potencial ecoturístico, es parte de una cultura milenaria olvidada con el tiempo y que hoy comienza a nacer descubriendo ese pasado histórico.
Aparte de contar con lugares turísticos también, es el principal productor de papa de todo el departamento de Junín contando con más de 397 variedades.
las cataratas de plancha 
la catarata de uncurpaccha
nevado de virdish 
laguna de misme